# Lanistes
Lanistes é um género de gastrópode  da família Ampullariidae.
Este género contém as seguintes espécies:
- Lanistes alexandri (Bourguignat, 1889)
- Lanistes bicarinatus Germain, 1907
- Lanistes carinatus (Olivier, 1804)
- Lanistes ciliatus Martens, 1878
- Lanistes congicus O. Boettger, 1891
- Lanistes ellipticus Martens, 1866
- Lanistes farleri Craven, 1880
- Lanistes grasseti (Morelet, 1863)
- Lanistes graueri Thiele, 1911
- Lanistes intortus Martens, 1877
- Lanistes libycus (Morelet, 1848)
  - Lanistes libycus var. albersi
  - Lanistes libycus form bernardianus
- Lanistes nasutus Mandahl-Barth, 1972
- Lanistes neavei Melvill & Standen, 1907
- Lanistes neritoides Brown & Berthold, 1990
- Lanistes nsendweensis (Dupuis & Putzeys, 1901)
- Lanistes nyassanus Dohrn, 1865
- Lanistes ovum Peters in Troschel, 1845
- Lanistes pseudoceratodes (Wenz, 1928)
- Lanistes purpureus (Jonas, 1839)
- Lanistes solidus Smith, 1877
- Lanistes stuhlmanni Martens, 1897
- Lanistes varicus (Müller, 1774)

Espécies extintas
- † Lanistes asellus van Damme & Pickford, 1995
- † Lanistes bishopi Gautier
- † Lanistes gautieri van Damme & Pickford, 1995
- † Lanistes gigas van Damme & Pickford, 1995
- † Lanistes hadotoi van Damme & Pickford, 1995
- † Lanistes heynderycxi van Damme & Pickford, 1995
- † Lanistes nkondoensis van Damme & Pickford, 1995
- † Lanistes olukaensis
- † Lanistes senuti van Damme & Pickford, 1995
- † Lanistes trochiformis van Damme & Pickford, 1995